# Додж, Джон Фрэнсис
Джон Фрэнсис Додж (25 октября 1864, Найлс, Мичиган, США — 14 января 1920, Нью-Йорк, Нью-Йорк) — пионер американской автомобильной промышленности и соучредитель компании Dodge Brothers.

## Биография
Джон Фрэнсис Додж родился в Найлсе, Мичиган. Его отец был хозяином литейного завода и механического цеха. Джон и его младший брат Орас (Гораций) были неразлучны как в детстве, так и во взрослом возрасте. Истоки семьи Додж находятся в Стокпорте, Англия, где до сих пор стоит их наследственный дом.
В 1886 году семья Доджей переехала в Детройт, где Джон и Орас устроились работать на котельном заводе. В 1894 году они стали работать токарями в компании Dominion Typograph Company в Уинсоре, в провинции Онтарио, Канада. В то время как Джон был склонным к продажам управленческим типом, его брат Гораций был одарённым механиком и заядлым ремесленником. Используя грязеустойчивый шарикоподшипник, который Орас изобрёл и запатентовал в 1897 году, Додж договорился с братьями о сотрудничестве со сторонним инвестором для производства велосипедов. В течение нескольких лет они продали велосипедный бизнес и в 1900 году использовали вырученные от продажи средства, чтобы открыть свой собственный механический цех в Детройте.
В первый год своей деятельности компания братьев Додж начала производить запчасти для автомобильной промышленности. В 1902 году братья Додж выиграли контракт на поставку трансмиссий для компании Olds Motor Vehicle Company, и в результате они завоевали солидную репутацию качества и обслуживания. Тем не менее, в следующем году они отказались от второго контракта с Olds на переоснащение их завода в Детройте на Гастингс-стрит и Монро-авеню для создания двигателей для Генри Форда в рамках сделки, которая включала в себя долю в новой Ford Motor Company. К 1910 году Джон Додж и его брат были настолько успешны, что построили новый завод в Хамтрамке, Мичиган. В течение десяти лет (1903—1913) бизнес братьев Додж был поставщиком компании «Форд Мотор», а Джон работал вице-президентом компании «Форд». Он покинул её в 1913 году, а в 1914 году он и Орас создали компанию Dodge Brothers для разработки собственной линейки автомобилей. Они начали производить грузовики для вооружённых сил США во время наращивания вооружений в Первой мировой войне. В октябре 1917 года они выпустили свой первый коммерческий автомобиль. В конце войны их компания производила и продавала как легковые, так и грузовые автомобили.
Джон Додж был введён в Зал автомобильной славы в 1997 году.
Из-за его характера и часто грубого поведения рыжеволосый Додж считался социально неприемлемым для большинства состоятельной элиты Детройта. Тем не менее, его богатство сделало его влиятельным членом сообщества, и он активно поддерживал Республиканскую партию в Мичигане.

## Семья
Братья Доджи были сыновьями машиниста Даниэля Рагга Доджа (1819—1897) и Марии Дюваль Касто (1823—1906), которая была второй женой Даниэля. У них была старшая сестра Делла Лоне (1863—1936) и старший сводный брат Чарльз Фронтье Додж (1855—1926) и сводная сестра Лора Белль (1858-?) От первого брака Даниэля с Лориндой Гулд (1820—1860).
Джон Додж женился на канадке Айви Хокинс (1864—1901) в сентябре 1892 года. У них было трое детей:
- Уинифред (1894—1980)
- Изабель Кливс (1896—1962)
- Джон Дюваль Додж (1898—1942)

После смерти Айви Хокинс Додж от туберкулёза Джон тайно женился на Изабель Смит, которая была его домработницей в Уокервилле, Онтарио. Это произошло 8 декабря 1902 года. Они расстались в 1905 году и без излишней огласки развелись в 1907 году; брак держался в секрете до тех пор, пока не умерла его третья жена. Вскоре после развода с Изабель Додж женился на своей секретарше Матильде Рауш (1883—1967). У Доджа было ещё трое детей с Матильдой:
- Фрэнсис Матильда (1914—1971)
- Даниэль Джордж (1917—1938)
- Анна Маргарет (1919—1924)

В 1908 году Джон Додж и Матильда купили землю для фермы Медоу Брук близ Рочестера, штат Мичиган. В Медоу Брук их старшая дочь, Фрэнсис, которая любила лошадей, приобрела ферму Каслтон в Лексингтоне, штат Кентукки, превратив её в одну из ведущих по разведению лошадей в Соединенных Штатах. Другая дочь Доджа — Изабель, основала конюшню в Брукмиде. Она стала крупным участником гонок на чистокровных лошадях и владела несколькими чемпионами, в том числе лошадьми Зала славы гонок США Cavalcade и Sword Dancer. Через пять лет после смерти Доджа в 1920 году Матильда вышла замуж за Альфреда Уилсона, и они построили Холм Медоу Брук в поместье Рочестер.
Правнук Джона Доджа — кинопродюсер Джон Ф. Додж III.

## Смерть и наследие
Джон и Орас заразились гриппом и пневмонией в Нью-Йорке во время пандемии гриппа 1918 года. Джон умер 14 января 1920 года в Ритц-Карлтоне в возрасте 55 лет. Он был похоронен в семейном мавзолее в египетском стиле на Детройтском кладбище Вудлон, охраняемом двумя статуями Сфинксов.
В следующем декабре умер Орас, и в 1925 году их вдовы продали автомобильный бизнес Dodge Brothers инвестиционному банкиру Диллону Риду за 146 млн долларов (что эквивалентно 1.7 млрд долларов в 2018 [9]). Новорожденная дочь Доджа Анна Маргарет умерла от кори до пяти лет. Его сын Даниэль утонул в водах у острова Манитулин, упав за борт, и был доставлен в больницу после аварии с динамитом. Он только недавно женился, в возрасте 21 года.
После смерти Доджа Матильда вышла замуж за Альфреда Уилсона и усыновила двоих детей с ним, Ричарда и Барбару Уилсон. Матильда Додж Уилсон была лейтенант-губернатором штата Мичиган ненадолго в 1940 году при республиканском губернаторе Лорен Дикинсон.
В 1957 году Вильсоны пожертвовали свои 1500 акров (6,070284633 км2) Meadow Brook Farm, включая Meadow Brook Hall, Sunset Terrace и все остальные его здания и коллекции, вместе с 2 млн долларов (что эквивалентно 14 млн долларов США в 2018 [9]), в Мичиганском государственном университете для расширения кампуса. В 1963 году Мичиганский государственный университет-Окленд был переименован в Оклендский университет.